# عبد الكريم يوسف الزين
عبد الكريم يوسف الزين (1927 - 1998)، عسكري وسياسي لبناني.

## ولادته
ولد عام 1927 ميلادي في بلدته كفررمان من قرى وبلدات جبل عامل في الجنوب اللبناني.

## دراسته
- تلقى علومه في مدرسة الحكمة.
- انتسب إلى المدرسة الحربية وتخرّج منها برتبة ملازم في قوى الأمن الداخلي.

## عمله
- عمل كضابط في قوى الأمن الداخلي اللبناني، وتدرج في السلك العسكري.
- تفرّغ فترة من الزمن لإدارة أملاك ورثها عن أبيه.

## في السياسة
- انتخب نائبا في البرلمان اللبناني لمرة واحدة في العام 1964 ميلادي عن دائرة الزهراني في الجنوب اللبناني.
- عمل في المجلس النيابي في لجنة المال والموازنة ولجنة الزراعة.

## اسرته
- والده الزعيم السياسي في جنوب لبنان يوسف إسماعيل الزين
- أخوه النائب عبد المجيد الزين.
- أخوه الآخر النائب الحالي عبد اللطيف الزين.
- زوجته: سلمى مصباح سلام.
- أبناؤه: صائب وباسم

## وفاته
توفي في العام 1998 ميلادي.